# Verfassung der Republik Türkei
Die Verfassung der Republik Türkei (türkisch Türkiye Cumhuriyeti Anayasası; Gesetz Nr. 2709) vom 7. November 1982 zusammen mit den Änderungen durch das Verfassungsreferendum in der Türkei 2017 ist die geltende Verfassung der Türkei und somit die rechtliche und politische Grundordnung des Staates.

## Geschichte
Am 12. September 1980 putschte sich das Militär zum dritten Mal an die Macht und verhängte Kriegsrecht über das Land. Mit dem Gesetz Nr. 2324 über die Verfassungsordnung vom 27. Oktober 1980 wurde die Verfassung von 1961 teilweise außer Kraft gesetzt und die Generäle Kenan Evren, Nurettin Ersin, Tahsin Şahinkaya, Sedat Celasun sowie der Admiral Nejat Tümer übernahmen als Nationaler Sicherheitsrat (NSR) die Exekutiv- und Legislativgewalten. Die Judikative blieb formal unberührt, wurde faktisch jedoch nicht unerheblich eingeschränkt. So konnten beispielsweise vom NSR erlassene Gesetze nicht auf ihre Verfassungskonformität überprüft werden.
Mit dem Gesetz Nr. 2485 vom 29. Juni 1981 wurde eine – aus dem NSR und der Beratenden Versammlung (Danışma Meclisi) bestehende – Konstituierende Versammlung (Kurucu Meclis) ins Leben gerufen. Die Beratende Versammlung bestand insgesamt aus 160 Mitgliedern. 40 wurden direkt vom NSR bestimmt; die übrigen Mitglieder wurden zunächst von den Gouverneuren vorgeschlagen und anschließend seitens des NSR ernannt. Den Vorsitz übte der Politiker und ehemalige Ministerpräsident Sadi Irmak aus.
Die Konstituierende Versammlung hatte die Aufgabe eine neue Verfassung sowie ein Parteien- und Wahlgesetz auszuarbeiten. Zudem übernahm sie die Aufgabe der Gesetzgebung.
Aus den Reihen der Beratenden Versammlung wurde unter dem Vorsitz des Verfassungsrechtlers Orhan Aldıkaçtı ein 15-köpfiger Verfassungsausschuss gebildet. Dieser erarbeitete zwischen dem 23. November 1981 und dem 17. Juli 1982 einen Verfassungsentwurf, welcher am 23. September 1982 zunächst von der Beratenden Versammlung und am 18. Oktober 1982 vom NSR angenommen wurde. Am 7. November 1982 wurde die Verfassung mit 91,37 % der Stimmen per Volksentscheid angenommen und trat am 9. November 1982 in Kraft.
Am 6. November 1983 fanden schließlich Parlamentswahlen statt, wonach die Konstituierende Versammlung nach Art. 177 der Verfassung aufgelöst wurde.
In einem Referendum am 12. September 2010 votierten 57,93 Prozent der Abstimmenden für die umfassendsten Verfassungsänderungen seit 1982. Die Änderungen sollten die türkische Verfassung an die Normen der Demokratie nach westlichen Maßstäben anpassen.
Bei der Volksabstimmung am 16. April 2017 wurde u. a. über die Abschaffung der Militärgerichtsbarkeit, die Abschaffung des Ministerrats und die Überführung von dessen Befugnissen auf den Präsidenten und damit die Einführung eines präsidentiellen Regierungssystems abgestimmt. Die Stimmberechtigten votierten an diesem Tag für die Änderung von insgesamt 69 Artikeln der Verfassung. Im Juli 2018 traten die am 16. April 2017 angenommenen Verfassungsänderungen in Kraft.

## Inhalt
Die Verfassung besteht aus einer Präambel, 177 Artikeln und zwei Übergangsartikeln, die auf sieben Teile aufgeteilt sind:
- Erster Teil: Allgemeine Grundsätze (Artikel 1–11)
- Zweiter Teil: Grundrechte und -pflichten (Artikel 12–74)
- Dritter Teil: Die Hauptorgane der Republik (Artikel 75–160)
- Vierter Teil: Finanzielle und wirtschaftliche Vorschriften (Artikel 161–173)
- Fünfter Teil: Sonstige Vorschriften (Artikel 174)
- Sechster Teil: Übergangsvorschriften (Artikel Übergangsartikel 6–15)
- Siebter Teil: Schlussvorschriften (Artikel 175–177)

### Erster Teil: Allgemeine Grundsätze (Artikel 1–11)
In Artikel 2 definiert sich die Türkei als „demokratischer, laizistischer und sozialer Rechtsstaat“, der dem „Wohl der Gemeinschaft, der nationalen Solidarität und Gerechtigkeit, den Menschenrechten und dem Nationalismus Atatürks“ verbunden ist.
Der Staatspräsident fungiert als „Hüter der Verfassung“ (Art. 1 Abs. 4) und ist das Staatsoberhaupt der Türkei, der die „Anwendung der Verfassung und die ordentliche und harmonische Tätigkeit der Staatsorgane“ beaufsichtigen soll.
In Artikel 5 werden die „Grundziele und -aufgaben des Staates“ definiert:
„Die Grundziele und -aufgaben des Staates sind es, die Unabhängigkeit und Einheit des Türkischen Volkes, die Unteilbarkeit des Landes, die Republik und die Demokratie zu schützen, Wohlstand, Wohlergehen und Glück der Bürger und der Gemeinschaft zu gewährleisten, die politischen, wirtschaftlichen und sozialen Hindernisse zu beseitigen, welche die Grundrechte und -freiheiten der Person in einer mit den Prinzipien des sozialen Rechtsstaates und der Gerechtigkeit nicht vereinbaren Weise beschränken, sowie sich um die Schaffung der für die Entwicklung der materiellen und ideellen Existenz des Menschen notwendigen Bedingungen zu bemühen.“
Vor allem auf Grund des in der Verfassung festgeschriebenen „Nationalen Einheitsstaates“ wird die Türkei zentralistisch verwaltet.

### Zweiter Teil: Grundrechte und -pflichten (Artikel 12–74)
Der zweite Teil ist in die folgenden Abschnitte gegliedert:
- Erster Abschnitt: Allgemeine Vorschriften (Artikel 12–16)
- Zweiter Abschnitt: Rechte und Pflichten der Person (Artikel 17–40)
- Dritter Abschnitt: Soziale und wirtschaftliche Rechte und Pflichten (Artikel 41–65)
- Vierter Abschnitt: Politische Rechte und Pflichten (Artikel 66–74)

Im Artikel 24 wird das Grundrecht der Religionsfreiheit deklariert.

Artikel 38 schreibt den Grundsatz Nulla poena sine lege (Keine Strafe ohne Gesetz) fest. So lautet der erste Absatz 

„Niemand  darf  wegen  einer  Straftat bestraft werden, die nicht aufgrund eines im Zeitpunkt der Begehung in Kraft befindlichen Gesetzes als solche gegolten  hat;  niemand  darf  eine  härtere  Strafe  erhalten  als  diejenige,  welche  durch  das  im  Zeitpunkt der Begehung  der  Straftat  bestehende  Gesetz  für  diese Straftat bestimmt wurde.“

In Artikel 51 wird festgestellt, dass „[d]ie Arbeitnehmer und Arbeitgeber … das Recht (haben), ohne vorherige Erlaubnis Arbeitnehmer- und Arbeitgeberverbände zu gründen, um die wirtschaftlichen und sozialen Rechte und Interessen innerhalb der Arbeitsbeziehungen ihrer Mitglieder zu schützen und zu entfalten …“. Allerdings darf das Recht zur Gründung von Gewerkschaften und Arbeitgeberverbänden „zum Schutz der nationalen Sicherheit, der öffentlichen Ordnung, zur Verhinderung von Straftaten, zum Schutz der allgemeinen Gesundheit und allgemeinen Moral sowie der Rechte und Freiheiten anderer durch Gesetz beschränkt werden.“
In Artikel 66 wird die türkische Staatsbürgerschaft verankert.

### Dritter Teil: Die Hauptorgane der Republik (Artikel 75–160)
Der dritte Teil ist in die folgenden Abschnitte gegliedert:
- Erster Abschnitt: Gesetzgebung (Artikel 75–100)
- Zweiter Abschnitt: Die vollziehende Gewalt (Artikel 101–137)
- Dritter Abschnitt: Rechtsprechung (Artikel 138–160)

Nach Art. 75 der Verfassung besteht die Große Nationalversammlung der Türkei seit 1995 aus 550 Abgeordneten. Nach der Verfassung sind die Abgeordneten Vertreter des ganzen Volkes und nicht beispielsweise einer Partei oder Region. Darüber hinaus kennt die türkische Verfassung eine ausführliche Regelung über die Unvereinbarkeit zwischen bestimmten Ämtern in der Regierung und der Justiz sowie dem Abgeordnetenmandat.
Artikel 104 der türkischen Verfassung regelt die Kompetenzen des Staatsoberhauptes.
Die Mitglieder des Nationalen Sicherheitsrates sind gemäß Art. 118 der türkischen Verfassung unter Vorsitz des Staatspräsidenten, dessen Stellvertreter, der Justizminister, der Verteidigungsminister, der Innenminister und der Außenminister, sowie der Generalstabschef und die Oberbefehlshaber von Heer, Marine und Luftwaffe.
In den Artikeln 119–122 werden vier Formen von Kriegsrecht und Ausnahmezustand in der Türkei geregelt.

### Vierter Teil: Finanzielle und wirtschaftliche Vorschriften (Artikel 161–173)
Der vierte Teil gliedert sich in die Abschnitte
- Erster Abschnitt: Finanzielle Vorschriften (Artikel 161–165)
- Zweiter Abschnitt: Wirtschaftliche Vorschriften (Artikel 166–173)

### Fünfter bis Siebter Teil (Artikel 174–177)
- Fünfter Teil: Sonstige Vorschriften (Artikel 174)
- Sechster Teil: Übergangsvorschriften (Artikel Übergangsartikel 1–16)
- Siebter Teil: Schlussvorschriften (Artikel 175–177)

## Verfassungsänderung
Gemäß Artikel 175 der Verfassung der Republik Türkei kann von mindestens einem Drittel der Gesamtzahl der Mitglieder der Türkischen Großen Nationalversammlung eine Verfassungsänderung beantragt werden.
Diese muss von mindestens drei Fünfteln angenommen werden (60 %) und danach in einer Volksabstimmung bestätigt werden. Dagegen ist bei einer Zweidrittelmehrheit im Parlament diese Volksabstimmung nicht mehr nötig.